# Agent Cody Banks 2. Odredište London
Agent Cody Banks 2. Odredište London je nastavak filma Agent Cody Banks izdanog 2003. Film je izdan 12. ožujka 2004. Redatelj je bio Kevin Allen, a producent David Glasser. Glavni glumac je bio Frankie Muniz, a najvažniji sporedni Anthony Anderson i Hannah Spearritt.

## Uloge
- Frankie Muniz - Cody Banks
- Anthony Anderson - Derek
- Hannah Spearritt - Emily
- Cynthia Stevenson - Mrs. Banks
- Daniel Roebuck - Mr. Banks
- Connor Widdows - Alex Banks
- Keith Allen - Victor Diaz
- Keith David - CIA Direktor
- Anna Chancellor - Lady Josephine Kentworth
- James Faulkner - Lord Duncan Kenworth
- David Kelly - Trevor
- Santiago Segura - Dr. Santiago
- Rob Silvers - Kumar
- Jack Stanley - Ryan
- Joshua Brody - Bender
- Sarah McNicholas - Marisa